# 小宮武喜
小宮 武喜（こみや たけき、1916年11月20日 - 1999年4月20日）は、日本の政治家。衆議院議員（3期）。

## 経歴
長崎県西彼杵郡香焼町（現長崎市）出身。1933年長崎三菱職工学校卒。三菱重工長崎造船所に勤務する。同所の労組委員長や全日本労働総同盟長崎地方同盟議長、香焼村議、同副議長を経て、1969年の第32回衆議院議員総選挙で長崎1区から民社党公認で立候補して初当選。連続3期務めた。国会内では農林水産、災害対策の各委員、党内では労働対策委員、中央執行委員などを歴任した。1979年の第35回衆議院議員総選挙には立候補せず、政界から引退した（後継者は小渕正義）。
1987年に勲三等旭日中綬章を受章した。
1999年4月20日、死去。82歳没。死没日付をもって従四位に叙された。